# Hapigiodes argentidiscata
Hapigiodes argentidiscata är en fjärilsart som beskrevs av William Schaus 1928. Hapigiodes argentidiscata ingår i släktet Hapigiodes och familjen tandspinnare. Inga underarter finns listade i Catalogue of Life.